# Bettina Rave
Bettina Rave (* 28. Februar 1964 in Schramberg):10 ist eine Künstlerin mit deutschen und schweizerischen Wurzeln. Sie arbeitet konzeptionell mit Malerei und Video.

## Leben und Werk
Bettina Rave wuchs in Baden-Baden und am Bodensee auf. Seit 1980 lebt sie in Berlin, wo sie 1982 Abitur machte. Von 1983 bis 1988 absolvierte sie an der Hochschule der Künste in Berlin (heute Universität der Künste) den Diplomstudiengang Visuelle Kommunikation bei Bernhard Boes und Helmut Lortz. 1989 studierte sie Malerei und 16-mm-Film an der Rhode Island School of Design und Brown University in den USA. 1990 schloss sie das Studium als Meisterschülerin bei Wolfgang Ramsbott an der HdK ab, seitdem ist sie freischaffend als Bildende Künstlerin tätig. Ihre Arbeiten wurden auf zahlreichen Ausstellungen im In- und Ausland gezeigt.
„Bettina Rave beschäftigt sich mit der Dialektik von Bild und Material“ und „setzt diesen Diskurs in sinnlich visuelle, farbintensive Bilder um.“ Charakteristisch für ihre Kunst ist die wechselseitige Durchdringung der Medien Malerei und Video, „ihr Werk nimmt zwischen Medien und Malerei eine eigene Position ein.“ Einen weiteren Schwerpunkt ihrer Arbeit bildet die bildnerische Auseinandersetzung mit Schrift, Texten und Zeichensystemen. 

## Preise und Stipendien
- 1989: Postgraduate-Stipendium Rhode Island School of Design und Brown University, RI, USA
- 1990–1992: Graduiertenstipendium der HdK Berlin (Betreuer Bernhard Kerber)
- 1992: Stipendium der Kunststiftung Baden-Württemberg
- 1998: Arbeitsstipendium Bildende Kunst der Senatsverwaltung für Wissenschaft, Forschung und Kultur Berlin
- 2010: Goldrausch Künstlerinnenprogramm art IT, Berlin
- 2021: Projektförderung der VG Bild-Kunst (Neustart Kultur)
- 2022: Stipendium der Stiftung Kunstfonds (Neustart Kultur)[5]
- 2022: artist in residence, Haus Bourgos, Syros, Griechenland

## Werke in öffentlichen Sammlungen
- Kunstmuseum Singen
- Bigler-Preis, Zürich[6]
- Neuer Berliner Kunstverein
- Industrie- und Handelskammer Dortmund
- Robert Bosch Stiftung, Stuttgart
- Staatliche Museen zu Berlin, Stiftung Preußischer Kulturbesitz

## Ausstellungen

### Einzelausstellungen (Auswahl)
- 1989: Distant Paintings, List Art Center, Providence, Rhode Island (USA)
- 1992, 1996, 2001, 2009, 2015 und 2023: Galerie Vayhinger, Radolfzell / Singen[7]
- 1993 und 1995: Galerie von der Tann, Berlin
- 1994: Kunststiftung Baden-Württemberg, Stuttgart (mit AnnaTretter)
- 1999: Close Watch, Dirty Windows Gallery, Berlin
- 2000, 2002 und 2005: Galerie Ute Brummel, Dortmund
- 2006, 2007 und 2017: Architekten Kleinke und Höhne, Berlin
- 2006: per se, Kunstverein Radolfzell
- 2012: closer up, Galerie G Freiburg
- 2015: flow, Malerei, Video, Installation; Kunstmuseum Singen
- 2017: Anton Berta Cäsar, Worte, Zeichen, Notationen, Hesse Museum Gaienhofen (DE) und Haus zur Glocke, Steckborn (CH)
- 2018/19: 12 Songs, Galerie G Freiburg
- 2023: Time Sheets, Kunstverein Konstanz[8]

### Ausstellungsbeteiligungen, seit 2010
- 2010: Carte Blanche, Clarke Gallery, Berlin
- 2010: Glass Crash Feeling, Goldrausch 2010, Galerie September und Galerie Barbara Thumm, Berlin
- 2010: SingenKunst, Kunstverein Singen
- 2012: Blätterwald, Die Quintessenz des Buches, Deutscher Künstlerbund, Berlin
- 2012: DASSOLLKUNSTSEIN X, Kunstverein Freiburg
- 2013: aus ernst wird spaß, das ironische in der kunst, Deutscher Künstlerbund, Berlin
- 2017: Heimat? Deutscher Künstlerbund, Berlin
- 2017: DASSOLLKUNSTSEIN XV (mit Kerstin Drechsel), Kunstverein Freiburg
- 2018: Contemporary Art Ruhr, Zeche Zollverein, Essen
- 2019: Malerei? Malerei! Haus zur Glocke, Steckborn (CH)
- 2019: Flüchtige Entwürfe, Deutscher Künstlerbund, Berlin
- 2021: Still Alive, Deutscher Künstlerbund, Berlin[9]

## Filme und Videos
- 1988: Erstmal für immer (S-8, Farbe, 16 Min.)
- 1989: 1. Person Plural (Umatic, s-w, 25 Min., Ton: Dirk Schwibbert)
- 1990: sky all over (M II, Farbe, 21 Min.), Intercourse (M II, Farbe, 6 Min.), dishes or sunset (M II, Farbe, 12 Min.),
- 1991: Cheimon (M II, Farbe, 12 Min., Ton: Dirk Schwibbert)
- 1992: Bruit Blanc (M II, s-w, 10 Min., Ton: Dirk Schwibbert)
- 1995: Saudade (S-VHS, Farbe, 14 Min., Ton: Dirk Schwibbert)
- 1997: still (Beta SP, Farbe / s-w, 8 Min.)
- 1998: flow (M II, Farbe, 8 Min., Ton: Dirk Schwibbert), Venetian Blind (S-VHS, s-w, 9 Min, Ton: Dirk Schwibbert)
- 2006: en plein air (DV, Farbe, 9 Min.)
- 2011: timeline (DV, Farbe, 6 Min., Ton: Dirk Schwibbert)
- 2012: Capri (DV, Farbe, 30 Min.)
- 2015: liquid (DV, Farbe, 14 Min., Ton: Dirk Schwibbert)
- 2016: painting (DV, Farbe, 6 Min. Ton: Dirk Schwibbert)
- 2019: Abbey Road (DV, Farbe, 10 Min. Ton: Dirk Schwibbert)

## Festivals
- 1992: Mun Media Festival, Helsinki (SF)
- 1992: DuKunst, Iserlohn
- 1992: 7th Australien International Video Festival, Sydney (AUS)
- 1992: Festival International de Video et de Film, Centre National de la Cinematografie, Paris (F)
- 1992: Forum Europeen des Images, Valence (F)
- 1992, 1993: world wide videofestival, Kijkhuis, Den Haag (NL)
- 1993: London Film Festival, British Film Institute, London (GB)
- 1993: Global Video Touring Exhibition (NZ und AUS)
- 1994: Festival voor experimentelle kunst, IMPACT, Utrecht (NL)
- 1999: Deutsche Gesellschaft für Neue Musik, Weimar
- 1999: und ab die Post, Festival junger experimenteller Kunst, Postfuhramt, Berlin
- 2018: contemporary art ruhr, Zeche Zollverein, Essen
- 2012, 2015, 2016, 2018, 2019: selected works, Filme der Medienwerkstatt im Kino Central, Berlin